# Ordre de bataille lors de la bataille du saillant de Saint-Mihiel
Ce qui suit est l'ordre de bataille des forces militaires en présence lors de la bataille du saillant de Saint-Mihiel qui eut lieu du 12 septembre au 16 septembre 1918.

## Forces américaines et françaises
Forces Alliées
- 264 000 hommes en première ligne dont
  - 216 000 Américains
  - 48 000 Français
- 200 000 Américains en réserve

Matériel
- 3 010 pièces d'artillerie toutes Françaises dont 1 681 servies par les Américains.
- 337 chars
  - 34 Chars Schneider
  - 36 Chars Saint-Chamond
  - 267 Chars Renault FT
- 1 481 avions

Chaque division d'Infanterie des États-Unis d'Amérique (DIUS) compte environ 26 000 hommes et 6 400 chevaux
Sur le flanc sud, attaque principale en Woëvre méridionale
- 1er Corps d'Armée US (1er CAUS) : général Ligett
  -  2e division d'infanterie : général Lejeune
  -  5e division d'infanterie : général Mac Mahon
  -  78e division d'infanterie (en réserve), général James McRae
  -  82e division d'infanterie : général Burnham
  -  90e division d'infanterie : général Allen

- 4e Corps d'Armée US (4e CAUS) : général Dickman
  -  1re division d'infanterie : général Summeral
  -  3e division d'infanterie (en réserve), général Beaumont B. Buck
  -  42e division d'infanterie : général Menoher
  -  89e division d'infanterie : général Wright

Sur la lèvre Ouest, attaque surprise en équerre en direction des Hauts de Meuse
- 5e Corps d'Armée US (5e CAUS) : général George H. Cameron
  -  4e division d'infanterie : général John L. Hines
  -  26e division d'infanterie : général Edwards
  -  15e division d'infanterie coloniale : général Guérin
    -  2e régiment d'infanterie coloniale
    -  5e régiment d'infanterie coloniale
    -  6e régiment d'infanterie coloniale
    -  bataillon du 18e régiment d'infanterie territoriale

À la charnière :
- 2e Corps d'Armée Colonial (2e CAC) : général Blondlat
  -  2e division de cavalerie à pied (2e DCP) : général Hennocque
    -  5e régiment de cuirassiers à pied
    -  8e régiment de cuirassiers à pied
    -  12e régiment de cuirassiers à pied
    -  bataillon du 45e régiment d'infanterie territoriale

  -  26e division d'infanterie : général de Belenet
    -  92e régiment d'infanterie
    -  121e régiment d'infanterie
    -  139e régiment d'infanterie

  -  39e division d'infanterie : général Pougin
    -  146e régiment d'infanterie
    -  153e régiment d'infanterie
    -  156e régiment d'infanterie
    -  160e régiment d'infanterie
    -  bataillon du 132e régiment d'infanterie territoriale

En réserve :
- -  35e division d'infanterie
  -  80e division d'infanterie
  -  91e division d'infanterie

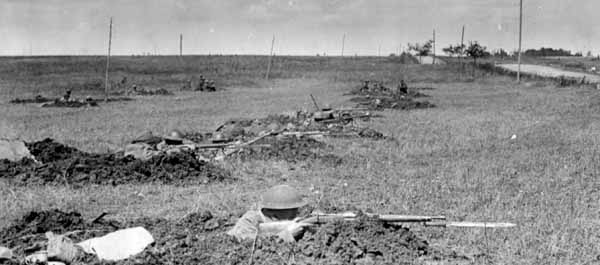
167e régiment d'infanterie (Alabama) en octobre 1918
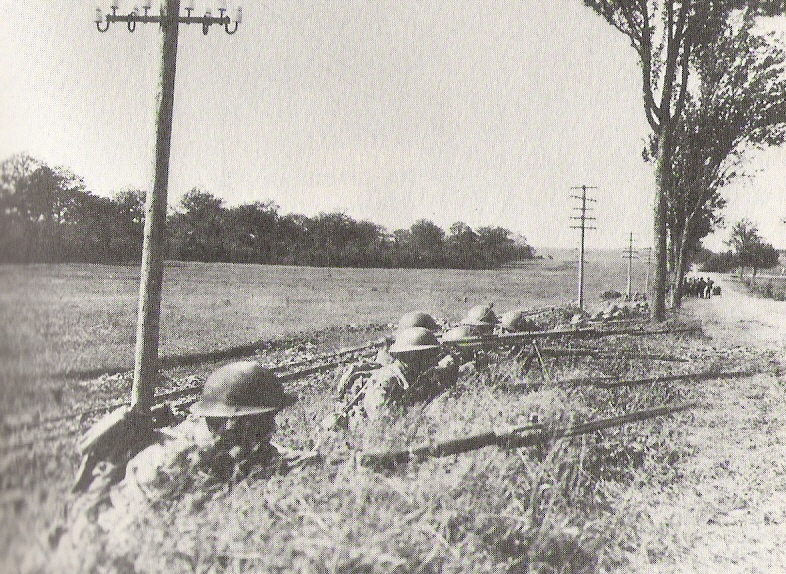
69e régiment d'infanterie en octobre 1918
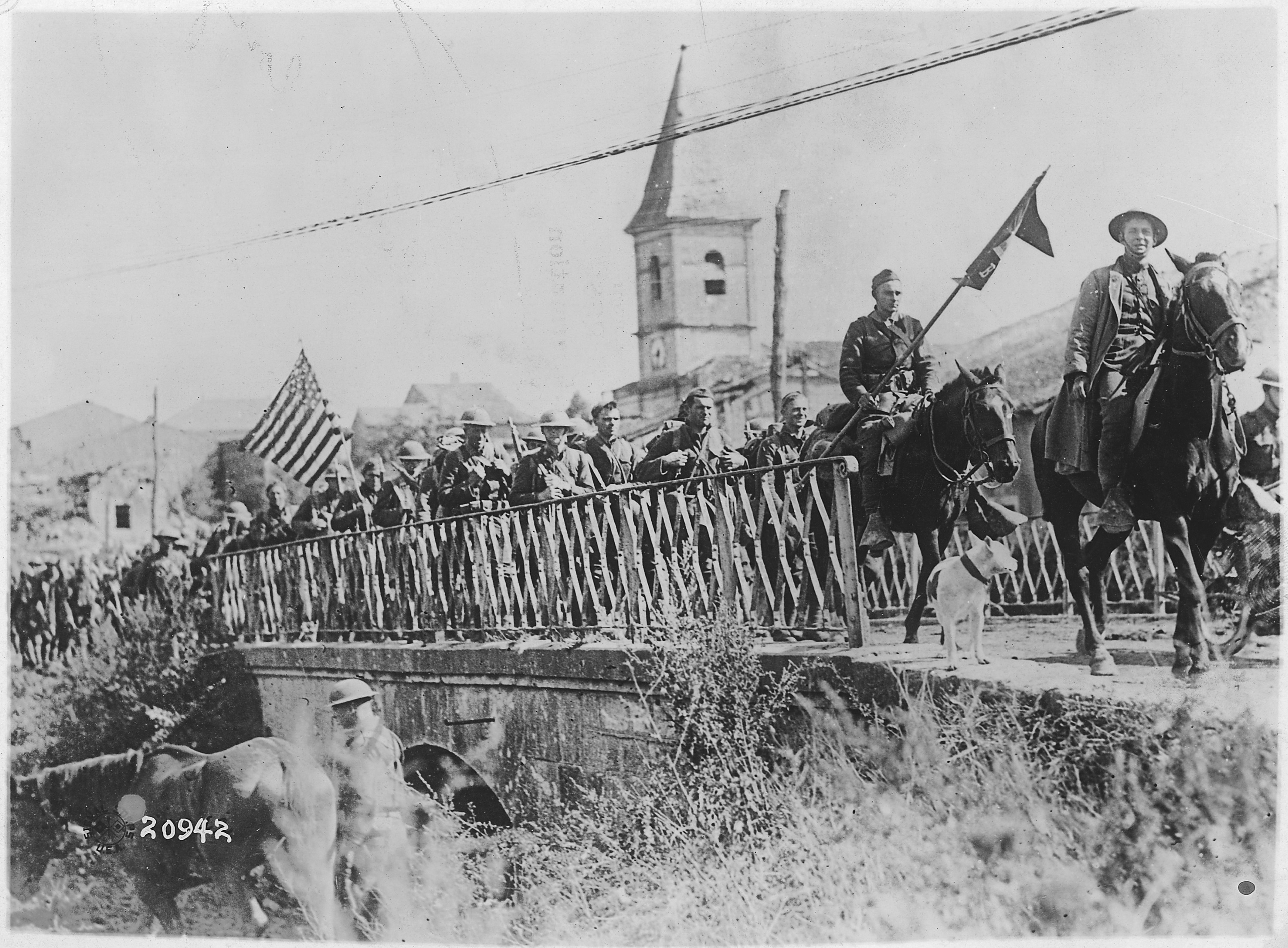
89e division d'infanterie
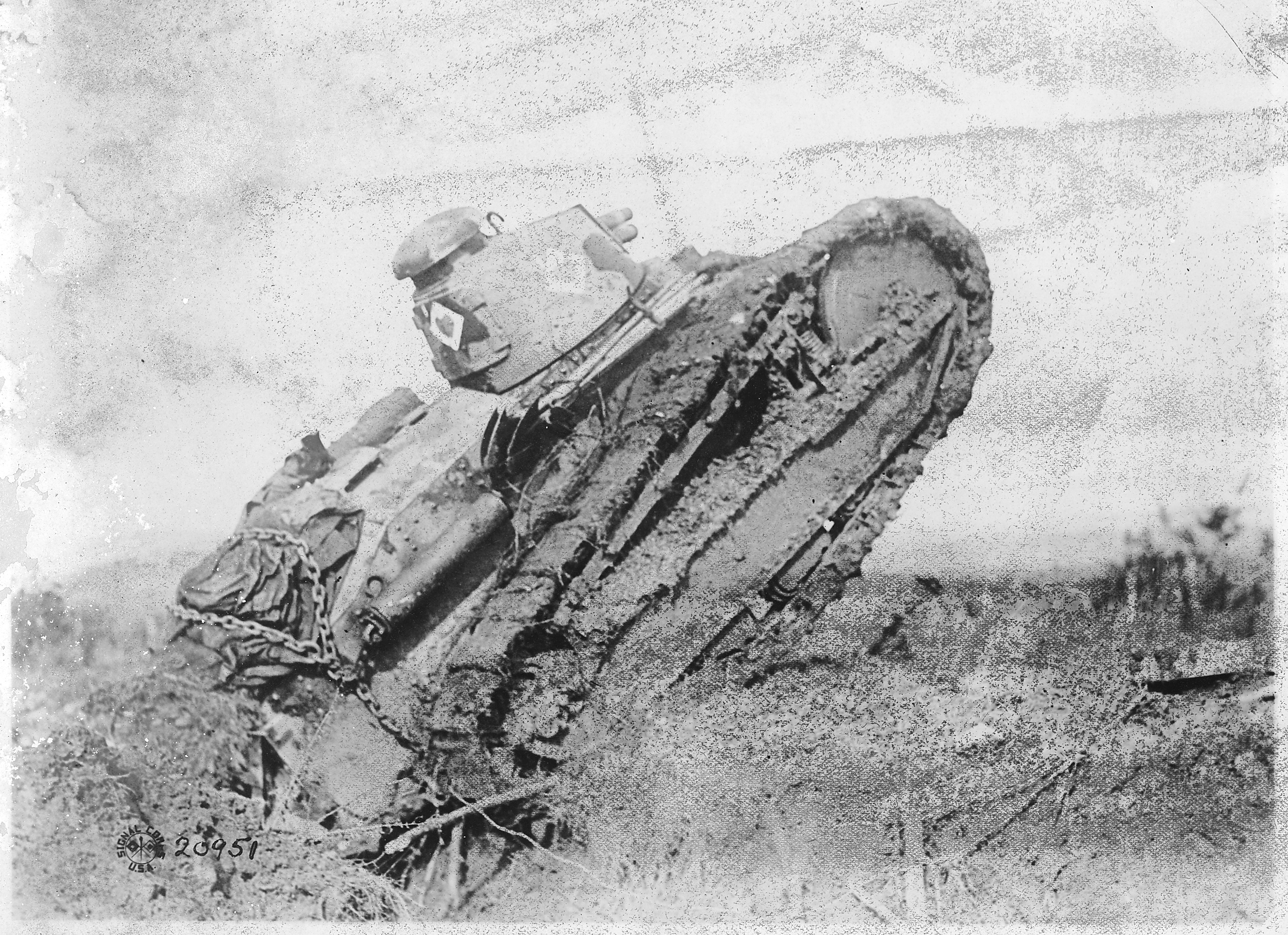
89e division d'infanterie
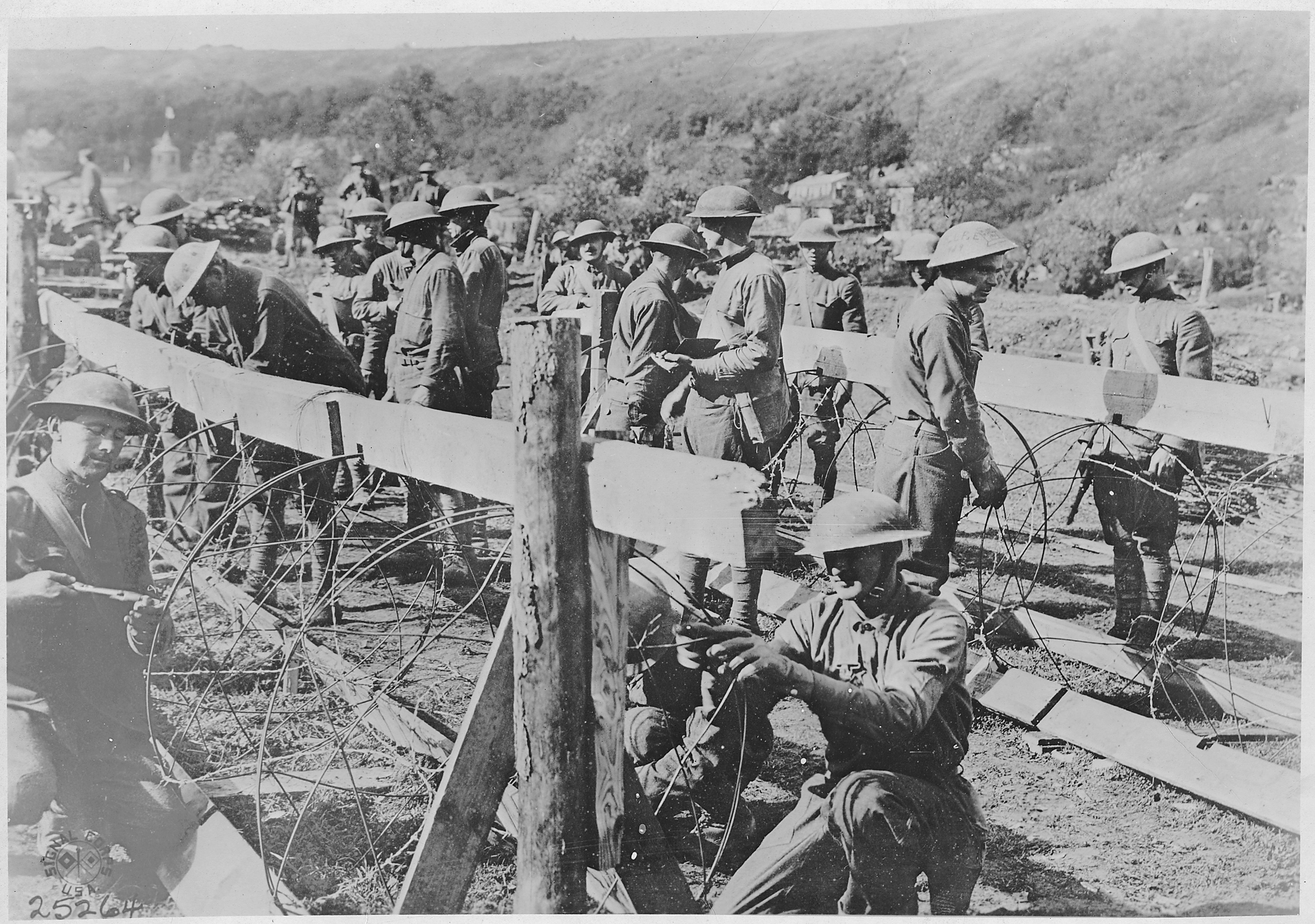
89e division d'infanterie

## Forces allemandes et austro-hongroises
Détachement d'armée C, commandants : Georg Fuchs, Eduard von Below, Ludwig Goiginger et Max von Gallwitz.
- Avions : environ 330

En première ligne
- 5e division de Landwehr (5. LDW)
- 8e division de Landwehr (8. LDW)
- 13e division de Landwehr (13. LDW)
- 10e division d'infanterie (10. ID)
- 77e division de réserve (de) (77. RD)
- 192e division d'infanterie d'infanterie (192. ID)
- 255e division d'infanterie (de) (255. ID)
- 35e division d'infanterie austro-hongroise (KuK 35. ID, Eugen von Podhoránszky)

En réserve :
- 31e division d'infanterie (31. ID)
- 88e division d'infanterie (88. ID)
- 123e division d'infanterie (123. ID)